# Papua New Guinea Hunters Rugby league Football Club
Les Papua New Guinea Hunters ou les Hunters de Papua New Guinea sont un club professionnel papou de rugby à XIII basé à Port Moresby. Ils évoluent dans la Queensland Cup (antichambre de la National Rugby League)
Le club est fondé en 2013 et participe à l'expansion du rugby à XIII. Il rejoint en 2014 la Queensland Cup, où chacune de ses rencontres est diffusée sur la chaîne publique papou. Le club évolue au Lloyd Robson Oval.